# Inès Benyahia
Pour les articles homonymes, voir Benyahia.
Inès Benyahia, née le 26 mars 2003 à Sète, est une footballeuse évoluant au poste de milieu offensif à l'Olympique lyonnais.

## Biographie

### Carrière en club
Inès Benyahia arrive au Montpellier HSC à l'âge de 8 ans. Elle joue avec les garçons jusqu'en U14, puis avec les filles en U15. Elle est ensuite recrutée par l'Olympique lyonnais, où elle évolue directement avec les U19. Elle signe son premier contrat professionnel avec le club lyonnais en 2021. Elle fait sa première apparition en D1 le 27 mars 2021 face au Dijon FCO. Le 10 novembre, elle dispute sa première rencontre de Ligue des champions face au Bayern Munich.

### Carrière en sélection
Avec l'équipe de France des moins de 16 ans, elle remporte le tournoi de développement UEFA en février 2019, en marquant 3 buts en 3 matches. Avec les U20, elle termine deuxième du Costa Daurada Trophy, après avoir marqué un but face à l'Allemagne,.

## Statistiques
| Saison                | Club                  | Championnat           | Championnat | Championnat | Coupe(s) nationale(s) | Coupe(s) nationale(s) | Supercoupe | Supercoupe | Compétition(s) continentale(s) | Compétition(s) continentale(s) | Compétition(s) continentale(s) | Total | Total |
| Saison                | Club                  | Division              | M.          | B.          | M.                    | B.                    | M.         | B.         | Comp.                          | M.                             | B.                             | M.    | B.    |
| 2020-2021             | Olympique lyonnais    | Division 1            | 2           | 0           | -                     | -                     | -          | -          | WCL                            | -                              | -                              | 2     | 0     |
| 2021-2022             | Olympique lyonnais    | Division 1            | 5           | 1           | -                     | -                     | -          | -          | WCL                            | 2                              | 0                              | 7     | 1     |
| 2022-2023             | Olympique lyonnais    | Division 1            | 13          | 2           | 1                     | 0                     | 1          | 0          | WCL                            | 2                              | 0                              | 17    | 2     |
| 2023-2024             | Le Havre AC (prêt)    | Division 1            | 8           | 3           | 0                     | 0                     | -          | -          | -                              | -                              | -                              | 8     | 3     |
| 2024-2025             | Olympique lyonnais    | Division 1            | 3           | 0           | 0                     | 0                     | -          | -          | WCL                            | 0                              | 0                              | 3     | 0     |
| Total sur la carrière | Total sur la carrière | Total sur la carrière | 44          | 11          | 3                     | 1                     | 1          | 0          | -                              | 4                              | 0                              | 52    | 12    |

## Palmarès

### En club
Olympique lyonnais
- Vainqueur de la Ligue des champions en 2022

## Distinctions individuelles
- Révélation de l'année du Championnat de France féminin de football 2023-2024[8]
- Nommée dans l'équipe type de Division 1 féminine aux Trophées UNFP du football 2024[9]